# Ревизия кассы
Настоящая статья написана применительно ко всем юридическим лицам Российской Федерации, за исключением кредитных организаций и организаций розничной торговли.
Ревизия кассы — проверка законности и правильности осуществления хозяйственных операций с наличными денежными средствами и другими ценностями, хранящимися в кассе хозяйствующего субъекта, их документального оформления и принятия к учёту. Ревизия кассы может осуществляться в рамках мероприятия финансового контроля (например, документальной ревизии) либо как отдельная проверка.

## Порядок ведения кассовых операций
Порядок ведения кассовых операций в Российской Федерации регламентируется Центральным банком Российской Федерации и являются обязательными для всех юридических лиц. Основные требования:
1. Все хозяйствующие субъекты любых организационно-правовых форм хранят принадлежащие им денежные средства на счетах в банках.
2. Хозяйствующие субъекты осуществляют платежи своим контрагентам в безналичном порядке через банки. Центральным банком устанавливается предел расчётов наличными деньгами между юридическими лицами по одной сделке.
3. Для того, чтобы осуществлять расчёты наличными деньгами, хозяйствующие субъекты должны организовать место для кассы и завести кассовую книгу.
4. Мероприятия по обеспечению сохранности наличных денег при ведении кассовых операций, хранении, транспортировке, порядок и сроки проведения проверок фактического наличия наличных денег определяются (с 2014 года) юридическим лицом, индивидуальным предпринимателем самостоятельно.
5. Принимать деньги у физических лиц разрешается только путём применения контрольно-кассовой техники (это касается не только наличных денег, но и безналичных — перевода на счёт или списания с банковской карты).
6. Хозяйствующим субъектам, исключая малые предприятия и индивидуальных предпринимателей, разрешается иметь ограниченное количество наличных денег в кассе. Лимит остатка кассы устанавливается предприятием самостоятельно и не должен превышаться. Если в кассу поступают наличные деньги сверх установленного лимита, они должны в тот же день быть сданы на счёт в банке. Накапливать наличные деньги в кассе на любые цели не допускается (за исключением периода выплаты заработной платы сотрудникам — не более трёх рабочих дней).
7. Приём наличных денег в кассу оформляется специальным первичным документом — приходным кассовым ордером, который подписывается главным бухгалтером. Отрывная часть приходного кассового ордера, называемая квитанцией, подписывается главным бухгалтером и работником кассы (кассиром) и выдаётся на руки лицу, внёсшему деньги.
8. Оформление выдачи денег из кассы производится расходным кассовым ордером, который, в отличие от приходного, подписывается не только главным бухгалтером, но и руководителем хозяйствующего субъекта. Если выдача производится в один день и по одному основанию (например, заработная плата) многим лицам, допустимо составлять ведомость.
9. Кассир имеет право выдать деньги из кассы только по предъявлению паспорта (либо другого документа, удостоверяющего личность). Лицо, получившее деньги собственноручно расписывается в ордере или ведомости. Кассир не имеет права выдать деньги другому лицу, иначе как по доверенности, оформленной в установленном порядке. Все оправдательные документы, приложенные к расходному кассовому ордеру, гасятся штампом «ОПЛАЧЕНО» с указанием даты (для того, чтобы по этим документам нельзя было получить деньги повторно).
10. По истечении установленных сроков оплаты труда (не более пяти дней) кассир должен задепонировать невыданные суммы, то есть учесть в особом регистре, а ведомость провести по учёту.
11. Приходные и расходные кассовые ордера при их оформлении и до передачи в кассу регистрируются бухгалтерией в особом журнале.
12. Хозяйствующим субъектам разрешено оформлять электронные приходные и расходные кассовые ордера. Распечатывать документы при этом не нужно, но у кассира, бухгалтера и получателя денег должна быть электронная подпись. Хозяйствующий субъект может комбинировать электронные и бумажные документы (часть кассовых ордеров составлять на бумаге, часть электронно либо оформлять электронно только приходные кассовые ордера, а все расходные ордера печатать).
13. Каждый приход денег в кассу и каждый расход денег из кассы регистрируется в кассовой книге. Такая книга должна оформляться в любом хозяйствующем субъекте, листы её нумеруются, книга шнуруется и опечатывается мастичной печатью. Каждый лист кассовой книги соответствует операциям одного дня. При этом одновременно заполняется отрывная копия листа кассовой книги, называемая отчётом кассира. Отчёт кассира ежедневно передаётся в бухгалтерию вместе со всеми кассовыми документами для проведения их по учёту.
14. Если выявляется расход денег из кассы, не подтверждённый подписью получателя, такой расход оформляется как недостача. На основании договора о полной материальной ответственности такая недостача может быть взыскана с кассира в полном объёме. Если в кассе будет выявлен излишек средств, такой излишек приходуется как доход предприятия.
15. Кассиру запрещено хранить посторонние деньги и ценности, не имеющие отношения к кассе хозяйствующего субъекта. Кассир несёт полную материальную ответственность за сохранность всех принятых ценностей и за ущерб, причинённый как в результате умышленных действий, так и в результате небрежного или недобросовестного отношения к исполнению своих обязанностей.
16. Руководитель хозяйствующего субъекта может периодически организовывать внезапные проверки кассы с полным пересчётом денег и ценностей. Фактический остаток денежных средств в кассе сверяется с данными кассовой книги. Для осуществления проверок кассы приказом назначается инвентаризационная комиссия.

Помимо наличных денежных средств, в кассе хозяйствующего субъекта могут храниться следующие ценности:
- ценные бумаги,
- денежные документы (почтовые марки, проездные билеты и т. д.),
- ценные подарки для поощрения сотрудников,
- бланки строгой отчётности (номерные бланки трудовых книжек, перевозочных документов и т. д.)

## Оценка состояния внутреннего контроля, соблюдения кассовой дисциплины
Признаками отсутствия или недостаточности внутреннего контроля за движением наличных денежных средств в кассе хозяйствующего субъекта могут являться:
- отсутствие налаженной системы проведения внезапных проверок кассы с полным пересчётом денежной наличности и других ценностей, находящихся в кассе;
- формальное проведение таких проверок:
  - назначение в инвентаризационную комиссию постоянно одних и тех же лиц,
  - проведение проверок в заранее известные отчётные даты (когда кассир может подготовиться к проверке),
  - отсутствие у кассира навыков подготовки к проверке кассы, (что свидетельствует о том, что такая процедура не является для него обычной);
- отсутствие договора с кассиром о полной материальной ответственности (в этом случае недостача денежных средств в кассе не будет иметь юридических последствий);
- факты подписания кассовых ордеров вместо руководителя и главного бухгалтера другими лицами без письменного распоряжения руководителя хозяйствующего субъекта;
- при временном отсутствии кассира (отпуск, лечение) — возложение его функций на другого работника без письменного распоряжения руководителя и без заключения с этим работником договора о полной материальной ответственности.

## Основные контрольные процедуры
На основе результатов оценки системы внутреннего контроля в части обеспечения соблюдения кассовой дисциплины, ревизор может планировать состав основных контрольных мероприятий. При ревизии кассовых операций проводится:
- формальная проверка кассовой книги (опечатана ли, соответствует ли фактическое количество листов указанному при опечатывании, есть ли неоговорённые исправления и т. д.);
- арифметическая проверка итогов кассовых отчётов;
- проверка совпадения входящих остатков по кассе на утро каждого дня с конечным остатком за предыдущий день;
- проверка наличия на кассовых ордерах необходимых подписей должностных лиц, расписок получателей денег (если выявлен расходный кассовый ордер без расписки получателя — организуется устный опрос получателя);
- проверка соответствия кассовой книги:
  - журналу регистрации приходных и расходных кассовых ордеров,
  - первичным учётным документам;
- проверка чековой книжки на полноту и сравнение приходных кассовых ордеров на получение денег с расчётного счёта с выписками из банковского счёта;
- проверка расчётов с подотчётными лицами по средствам, полученным на командировки, хозяйственные расходы;
- проверка полноты приложений к расходным кассовым ордерам, правильности и своевременности погашения их штампом «ОПЛАЧЕНО» (во избежание повторного использования);
- проверка доброкачественности оправдательных документов, приложенных к расходным кассовым ордерам;
- проверка обоснованности включения лиц в платёжные ведомости, сверка данных синтетического и аналитического учёта по расчётам с персоналом (во избежание двойных выплат);
- проверка соответствия платёжных ведомостей реестрам депонированных сумм;
- проверка своевременности и полноты сдачи в банк депонированных сумм и полноты их оприходования по выписке из банковского счёта;
- проверка соответствия выданных депонированных сумм книге учёта депонентов;
- проверка непревышения предельной суммы осуществления расчётов наличными с юридическими лицами (как по поступлению, так и по расходованию средств), соблюдения лимита остатка кассы, установленного банком;
- проверка отражения кассовых операций в регистрах учёта (соответствия контировки первичных документов счетам учёта).